# Hypsugo bodenheimeri
Il pipistrello di Bodenheimer (Hypsugo bodenheimeri  Harrison, 1960) è un pipistrello della famiglia dei Vespertilionidi diffuso nel Vicino Oriente.

## Descrizione

### Dimensioni
Pipistrello di piccole dimensioni, con la lunghezza della testa e del corpo tra 32 e 41 mm, la lunghezza dell'avambraccio tra 26 e 32 mm, la lunghezza della coda tra 26 e 37 mm e la lunghezza delle orecchie tra 8 e 12 mm.

### Aspetto
La pelliccia è lunga e densa. Le parti dorsali sono giallo-biancastre, con la base color ardesia, mentre le parti ventrali sono bianche. Sui lati del muso sono presenti delle masse ghiandolari. Le orecchie sono chiare, semitrasparenti, relativamente lunghe e arrotondate, il margine anteriore è leggermente concavo, mentre quello posteriore è convesso all'estremità. Il lobo antitragale è ben sviluppato, alto e stretto, il trago è lungo circa quanto la metà del padiglione auricolare, concavo nel margine anteriore e con la punta smussata. Le ali sono scure e attaccate posteriormente alla base delle dita dei piedi. La punta della lunga coda si estende oltre l'ampio uropatagio, il quale è chiaro e semi-trasparente. 

### Ecolocazione
Emette ultrasuoni a basso ciclo di lavoro, con impulsi di breve durata a frequenze comprese tra 87 e 41,6 kHz ed energia massima a 49,1 kHz.

## Biologia

### Comportamento
Si rifugia nelle feritoie e nelle fessure delle rocce. L'attività predatoria inizia alle prime ore della sera. Il suo volo delicato e basso sopra il terreno o intorno agli alberi. Sembra essere attivo durante tutto l'anno, sebbene sia stato osservato raramente in inverno.

### Alimentazione
Si nutre di insetti catturati in volo, particolarmente lepidotteri, ditteri e coleotteri.

### Riproduzione
Una femmina catturata in Israele aveva due embrioni. Altre in allattamento sono state invece osservate verso la fine di maggio e gli inizi di giugno. Probabilmente è presente una lunga stagione riproduttiva, all'interno della quale possono partorire due volte.

## Distribuzione e habitat
Questa specie è diffusa nella Penisola del Sinai meridionale, Israele sud-orientale e Giordania sud-occidentale, Arabia Saudita occidentale, Yemen meridionale.
Vive in zone rocciose in habitat desertici o semi-desertici. In Giordania è stata osservata nelle vicinanze di fattorie e aree irrigate.

## Conservazione
Questa specie, è considerata dalla IUCN come sinonimo di Hypsugo ariel.